# Bulletin of the Chemical Society of Japan
Bulletin of the Chemical Society of Japan es una revista científica fundada en 1926 y editada por la Sociedad Química de Japón. Publica artículos que abarcan temas como química teórica, fisicoquímica, química analítica, química inorgánica, química orgánica, bioquímica, química aplicada y química de materiales.
Su publicación estuvo suspendida entre enero de 1945 y diciembre de 1946, a raíz de la Segunda Guerra Mundial. Tiene edición tanto en papel como en línea.
El factor de impacto de la revista es 2.21 (2014).